# Luca Vigiani
Luca Vigiani (né le 25 août 1976 à Florence) est un footballeur italien. Il joue actuellement à la Carrarese Calcio. Il joue au poste d'ailier droit.

## Clubs successifs
- 1994-1996 : ACF Fiorentina  1 (0)
- 1996-1997 : US Fiorenzuola  Italie 1 (0)
- 1997-1998 : FBC Saronno  Italie 22 (1)
- 1998-1999 : AS Lodigiani  Italie 30 (1)
- 1999-2000 : AS Lodigiani  Italie 18 (1)
- 2000-2001 : AS Lodigiani  Italie 22 (0)
- 2001-2002 : AC Pistoiese  Italie 5 (1)
- 2002-2003 : AC Pistoiese  Italie 32 (3)
- 2003-2004 : Livorno  Italie 42 (2)
- 2004-2005 : Livorno  Italie 33 (3)
  - 2005-2006 : Reggina  Italie (prêt) 36 (0)
- 2006-Janv. 2007 : Livorno  Italie 14 (1)
- Janv. 2007-Juin 2007 : Reggina  Italie 15 (3)
- 2007-2008 : Reggina  Italie 29 (5)
- 2008-2009 : Reggina  Italie 19 (0)
  - 2009-Janv. 2010 : Bologna  Italie (prêt) 11 (0)
- Janv. 2010-Juin 2010 : Reggina  Italie 10 (0)
  - 2010-2011 : Carrarese Calcio  Italie (prêt) 0 (0)